# جان بيار هوبير
جان بيار هوبير (بالفرنسية: Jean-Pierre Hubert)‏ هو كاتب خيال علمي وكاتب فرنسي، ولد في 25 مايو 1941 في ستراسبورغ في فرنسا، وتوفي في 1 مايو 2006 في ويسيمبورغ في فرنسا.